# Angerona pallidaria
Angerona pallidaria är en fjärilsart som beskrevs av Louis Beethoven Prout 1903. Angerona pallidaria ingår i släktet Angerona och familjen mätare. Inga underarter finns listade i Catalogue of Life.